# Werra-Meißner-Kreis
Werra-Meißner là một huyện về phía bắc of Hessen, Đức. Các huyện giáp ranh là Göttingen, Eichsfeld, Unstrut-Hainich, Wartburgkreis, district-free Eisenach, Hersfeld-Rotenburg, Schwalm-Eder, Kassel.
Huyện được lập năm 1974 thông qua việc sáp nhập hai huyện Eschwege và Witzenhausen..
Sông chính chảy qua huyện này là Werra. Núi Hohe Meißner cao 754 m là đỉnh cao nhất của dãy núi Meißner. Hohe Meißner đã là nơi đóng quân của Mỹ cho đến khi bức tường Berlin sụp đổ.

## Thị xã và đô thị
| Thị xã | Đô thị |
| --- | --- |
| 1. Bad Sooden-Allendorf 2. Eschwege 3. Großalmerode 4. Hessisch Lichtenau 5. Sontra 6. Waldkappel 7. Wanfried 8. Witzenhausen | 1. Berkatal 2. Herleshausen 3. Meinhard 4. Meißner 5. Neu-Eichenberg 6. Ringgau 7. Wehretal 8. Weißenborn |